# Sara Natami
Sara Natami (jap. 屶網さら Natami Sara; ur. 6 listopada 2000) – japońska zapaśniczka walcząca w stylu wolnym. Złota medalistka mistrzostw Azji w 2022 i 2025; srebrna w 2018. 
Mistrzyni świata U-23 w 2023 roku.